# Yvonne (krava)
Yvonne (poslovenjeno Ivanka ) je krava pasme lisasto govedo, ki je ušla s kmetije v Mühldorfu v Nemčiji. Pozornost ljudi in medijev je zbudila, ko se je uspešno skrivala več tednov.
Yvonne se je skotila leta 2005. Živela je na gorski kmetiji v Liesertalu v Avstrijskih Alpah. Marca 2011 je bila prodana kmetu na Bavarsko, kjer je bila predvidena za zakol. 24. maja 2011 je Yvonne ubežala z ograjene kmetije in se skrivala v gozdu blizu Zangberga. Po pobegu je Yvonne kupil aktivist za pravice živali Michael Aufhauser, ki jo je skušal pripeljati v živalsko zavetišče Gut Aiderbichl. Poskušal je z različnimi metodami, a ni uspel. Po neuspelih poskusih ujetja so se za Yvonne začeli zanimati mediji, Bild je na njeno »glavo« razpisal nagrado v višini 10.000 evrov.
Krava je konec avgusta sama prišla iz gozda in se pridružila neki čredi na paši, kjer so jo identificirali in jo preselili v zavetišče za živali.